# NGC 5482
NGC 5482 é uma galáxia lenticular (S0) localizada na direcção da constelação de Boötes. Possui uma declinação de +08° 55' 53" e uma ascensão recta de 14 horas, 08 minutos e 30,8 segundos.
A galáxia NGC 5482 foi descoberta em 19 de Março de 1784 por William Herschel.